# William McMaster Murdoch
William McMaster Murdoch RNR, škotski mornar, * 28. februar 1873, Dalbeattie, Škotska, † 15. april 1912, Atlantski Ocean.                                                       
Bil je prvi častnik na ladji RMS Titanic. Bil je na dežurni častnik na ladijskem mostu, ko je Titanic trčil v ledeno goro v severnem Atlantiku. V potopu je umrlo več, kot 1500 ljudi, med njimi je bil tudi Murdoch. Okoliščine njegove smrti so bile predmet polemike.

## Življenje in kariera
Murdoch se je rodil v Dalbeattieju v Kirkcudbrightshireu (danes Dumfries in Galloway) na Škotskem, leta 1873. Bil je četrti sin kapitana Samuela Murdocha, mojstrskega mornarja, in Jane Muirhead. Murdoch je bil dolg in opazen član škotskih pomorščakov;  njegov oče in dedek sta bila oba morska kapitana, prav tako štirje bratje njegovega dedka. 
Murdoch se je šolal najprej v stari osnovni šoli v High Streetu, nato pa še v srednji šoli Dalbeattie v Alpski ulici, dokler ni pridobil diplome leta 1887. Končal je šolanje, sledil je tradiciji družinskega pomorstva in se pet let učil pri podjetju William Joyce  & Coy, v Liverpoolu, toda po štirih letih (in štirih plovbah) je bil tako uspešen, da je za prvi poskus plovbe prejel certifikat drugega sočastnika.
Vajeništvo je opravljal na krovu ladje Charles Cosworth iz Liverpoola, ki je plula na zahodni obali Južne Amerike. Od maja 1895 je bil na ladji St. Cuthbert, ki je potonila v orkanu leta 1897. Murdoch je pridobil spričevalo o dodatnem mornarju v Liverpoolu leta 1896, pri starosti 23 let. Od 1897 do 1899 je bil prvi častnik na krovu J. Joyce & Co. je jekla štiridvajset 2,534-tonski barque Lydgate, ki je plul od New Yorka do Šanghaja.  
Kot častnik kraljeve mornarice, je bil zaposlen v prestižni britanski pomorski družbi White Star Line od leta 1900. Od leta 1900 do 1912 je Murdoch postopoma napredoval iz drugega častnika v prvega častnika in se hitro povzpel v šefa častnika, ki je služboval na velikem številu ladij družbe White Star Line: Medic (1900, skupaj s Charlesom Lightollerjem, drugim častnikom na Titanicu), Runic (1901–1903), Arabic (1903), Celtic (1904),Germanic (1904), Oceanic (1905), Cedric (1906), Adriatic (1907–1911) in Olympic (1911–1912).
Leta 1903 je Murdoch na poti v Anglijo srečal 29-letno novozelandsko učiteljico po imenu Ada Florence Banks. Začela sta si redno dopisovati in 2. septembra 1907 sta se poročila v Southamptonu v cerkvi svetega Denysa. O vpisu v zakonski register sta pričala kapitan William James Hannah in njegova žena, naslovi neveste in ženina pa nakazujeta, da sta živela pri Hannah. Kapitan Hannah prihaja iz družine pomorščakov v Kircudbrightshireu, kot je Murdoch, in je bil pomočnik pomorščakov za White Star Line v Southamptonu. Hannah je Murdocha zadnjič videl, ko je bil priča preizkušanju reševalnih čolnov, preden se je Titanic 10. aprila 1912 odpravil iz Southamptona.
Leta 1903 je Murdoch je služboval kot drugi častnik ladje SS Arabic, ko je plul v severnem Atlantiku. Njegova hladna glava, hitro razmišljanje in strokovna presoja so preprečili nesrečo, ko je ladja opazila drugo ladjo, ki se je v temi bližala ladji Arabic. Prepovedal je ukaz svojega nadrejenega krmarja Foxa, da usmeri ladjo ostro v desno in zato zavil ostro v levo. Obe ladji sta se izognili za nekaj centimetrov drug od drugega. Vsaka sprememba v resnici bi lahko dejansko povzročila trčenje. 
Zadnja faza Murdochove kariere se je začela maja 1911, ko se je pridružil novi vodilni ladji družbe White Star Line, RMS Olympic, ki je sicer s 45.000 tonami postal največja ladja na svetu. Da bi bila ta ladja boljša v razkošju in velikosti od Cunardovih hitrih ladij, je potrebovala najbolj izkušeno osebje z veliko izkušnjo, ki ga je lahko našla družba White Star Line. Kapitan Edward J. Smith je sestavil posadko, v kateri je bil Henry Tingle Wilde glavni častnik, Murdoch kot prvi častnik, in šef Purser Herbert McElroy. 14. junija 1911 se je Olympic odpravil na krstno potovanje v New York, kamor je prispel 21. junija.
Prva hujša nesreča v Murdochovi službeni karieri se je zgodila 20. septembra 1911, ko je Olympic v ožini Solent trčil v britansko vojaško ladjo HMS Hawke. Murdoch je bil v času trčenja na svoji priporni postaji na krmi - zelo odgovoren položaj - se je v preiskavi incidenta, ki je za družbo White Star pomenil finančno katastrofo, mogel prekiniti Olympicovo potovanje v New York in kmalu po ponovnem prihodu v Southampton odpeljal ladjo na popravilo v Belfast, kjer je bila ladja na popravilu dobrih šest tednov. Murdoch se je ladji znova pridružil šele 11. decembra 1911. V času, ko je na krovu služboval kot prvi častnik (do marca 1912), je Olympic doživel še eno majhno nesrečo, ko si je odlomil lopatico na propelerju in je mogel spet odpluti v Belfast na popravilo medtem, ko je v ladjedelnici potekalo opremljanje njene večje in bolj luksuzne ladje RMS Titanic in gradnja ladje HMHS Britannic. 

## Titanic
Murdoch se je z "navadnim mojstrskim spričevalom" in slovesom "čudaškega in zanesljivega človeka" povzpel po visokih vrstah White Star Line in postal eden najpomembnejših višjih častnikov. Murdoch je bil prvotno izbran za glavnega častnika Titanicove krstne plovbe. Vendar je kapitan Edward J. Smith pripeljal Henryja Wilda za svojega glavnega častnika (iz predhodne naloge), zato je Murdoch postal prvi častnik. Charles Lightoller je nato postal drugi častnik, prvotni drugi častnik, David Blair, pa je bil popolnoma odpuščen. 
14. aprila 1912 zvečer je bil Murdoch dežuren na ladijskem mostu, ko je bila ob 23:40 opažena velika ledena gora neposredno pred Titanicom. Krmar Robert Hichens, ki je takrat krmaril, in četrti častnik Joseph Boxhall, ki je bil med trčenjem morda tudi na mostu, sta oba izjavila, da je Murdoch dal ukaz "ostro v levo, z zagonom ladijskih strojev vzvratno". Domnevno naj bi bil Murdochov ukaz napačna razlagala smernice, kar je povzročilo preobrat v napačno pot. 
Četrti častnik Boxhall je izpovedal, da je Murdoch ladijski telegraf nastavil s "polno hitrostjo", vendar sta Greaser Frederick Scott in vodilni kurjač Frederick Barrett pričala, da so indikatorji spopadanja prešli iz polne hitrosti na stop. Med trkom ali tik pred trkom je morda tudi dal ukaz (kot ga je slišal četrti mornar Alfred Olliver, ko je sredi trka prišel na most) "Ostro naprej", v primeru, da bi lahko bil poskus, da se preostanek (zadnji del) krme izogne trku z zagonom strojev nazaj. Dejstvo, da je bil takšen manever izveden, so podprli tudi drugi člani posadke, ki so pričali, da krma ladje nikoli ni zadela ledene gore. Razprave, ki jih je dal Murdoch, da se izognejo ledeni gori, so razpravljali še kmalu po potopu ladje.  Po Oliverjevih besedah je Murdoch ukazal, da bi s premcem in krmo preprečil trčenje. Hichens in Boxhall naročila nista omenjala. Ker pa se je krma izognila ledeni gori, je verjetno, da je bil ukaz res izveden. 
Kljub tem prizadevanjem je bila ladja od ledene gore oddaljena približno 37 sekund in je na trupu z ledom prebila prvih pet predelkov (sprednji končni rezervoar, tri sprednja skladišča in kotlovnica 6). Po trčenju je bil Murdoch zadolžen za evakuacijo, nadzor in spuščanje reševalnih čolnov na desni strani ladje. Murdoch je umrl v potopu Titanica, njegovega trupla pa niso nikoli našli.

### Smrt
Na reševalni ladji Carpathia, ki je priplula v newyorško pristanišče, so od številnih preživelih krožile govorice, da se je nekaj minut preden je voda dosegla glavno palubo, zgodil strelni incident. Vsaj dva potnika, potnik tretjega razreda Eugene Daly in potnik prvega razreda George Rheims, sta trdila, da sta videla, da je nek častnik ustrelil enega ali dva moška in nato storil samomor s streljanjem. Pojavilo se je, da je bil Murdoch tisti častnik. Drugi častnik Lightoller je govorice zavrgel. V pismu je trdil, da je videl Murdocha, ki je pomagal pripraviti zložljiv čoln A, in ga je vodni vrtinec potegnil pod vodo, kmalu, ko je ta dosegla palubo čolnov, in da so "druga poročila o njegovi smrti popolnoma napačna". Vendar Lightollerjevo pričanje na ameriško preiskavo kaže, da ni mogel pričati, da je Murdoch utonil v morju. Možno je tudi, da je Lightoller hotel, da bi samomor prikril Murdochovo indentiteto. Pozneje v življenju naj bi bil Lightoller družinskemu prijatelju priznal, da je nekdo, ki ga je poznal, umrl zaradi samomora tisto noč. 

## Zapuščina
New York Herald je kmalu po potopu Titanica objavil zgodbo o Rigelu, psu, ki naj bi bil v lasti Murdocha, ki je nekatere reševalce rešil pred potopom. Medtem ko se je zgodba množično razmnoževala, sodobne analize postavljajo dvom o tem, ali je ta pes dejansko obstajal. 
V Murdochovem rojstnem kraju Dalbeattie, Dumfries in Galloway na Škotskem je nastal spomenik. Leta 1997 je James Cameron prispeval denar za ustanovitev dobrodelne nagrade za Murdochovo ime.
Aprila 2012 so premierne razstave sporočile, da so identificirale Murdochove stvari iz predhodne odprave na razbitino Titanica leta 2000. Tam so bili toaletni komplet, rezervni častniški gumb White Star Line, ravna britvica, čopič za čevlje, cevi za kajenje in par dolgih joh. Predmete so odkrili David Concannon, Ralph White in Anatoly Sagalevitch, ki so se julija 2000 potopili do razbitine v ruski podmornici Mir 1.